# Агне на заколение
„Агне на заколение“ (на английски: Lamb to the Slaughter) е епизод № 28 от третия сезон на телевизионния американски съспенс сериал-антология „Алфред Хичкок представя“. Епизодът е режисиран от Алфред Хичкок и се излъчва по канал CBS на 13 април 1958 г.

## Сюжет
Мери Малони (Барбара Бел Гедис) е примерна домакиня и съпруга на шефа на полицията, женкаря Патрик Малони (Алън Лейн). Когато Патрик се прибира от работа и заявява на жена си, че я напуска заради друга, оскърбената Мери го удря по главата със замразено агнешко бутче, което вади от фризера за вечеря. После се обажда в полицията, за да съобщи, че е намерила съпруга си мъртъв, когато се е прибрала от пазар. Полицаите пристигат и претърсват апартамента на Малони за доказателства, но не успяват да открият оръжието на престъплението. Междувременно агнешкото бутче се е опекло, и Мери го предлага за вечеря на полицейския екип, който работи в апартамента и. Полицаите изяждат вкусното агнешко печено, без да осъзнават, че разрешението на престъплението е буквално пред носа им.

## В ролите
| Актьор            | Роля                       |
| ----------------- | -------------------------- |
| Барбара Бел Гедес | Мери Малони                |
| Харолд Стоун      | лейтенант Джак Нунън       |
| Алън Лейн         | Патрик Малони              |
| Кен Кларк         | Майк – полицейски помощник |

## Награди и номинации
| Награди    | Награди                                                                | Награди       | Награди                                  |
| Награда    | Категория                                                              | Име           | Резултат                                 |
| ---------- | ---------------------------------------------------------------------- | ------------- | ---------------------------------------- |
| „Еми“-1959 | Най-добър режисьор на епизод от драматичен сериал, по кратък от 1 час  | Алфред Хичкок | номинация за епизода „Агне на заколение“ |
| „Еми“-1959 | Най-добър сценарист на епизод от драматичен сериал, по кратък от 1 час | Роалд Дал     | номинация за епизода „Агне на заколение“ |